# برج برادوی

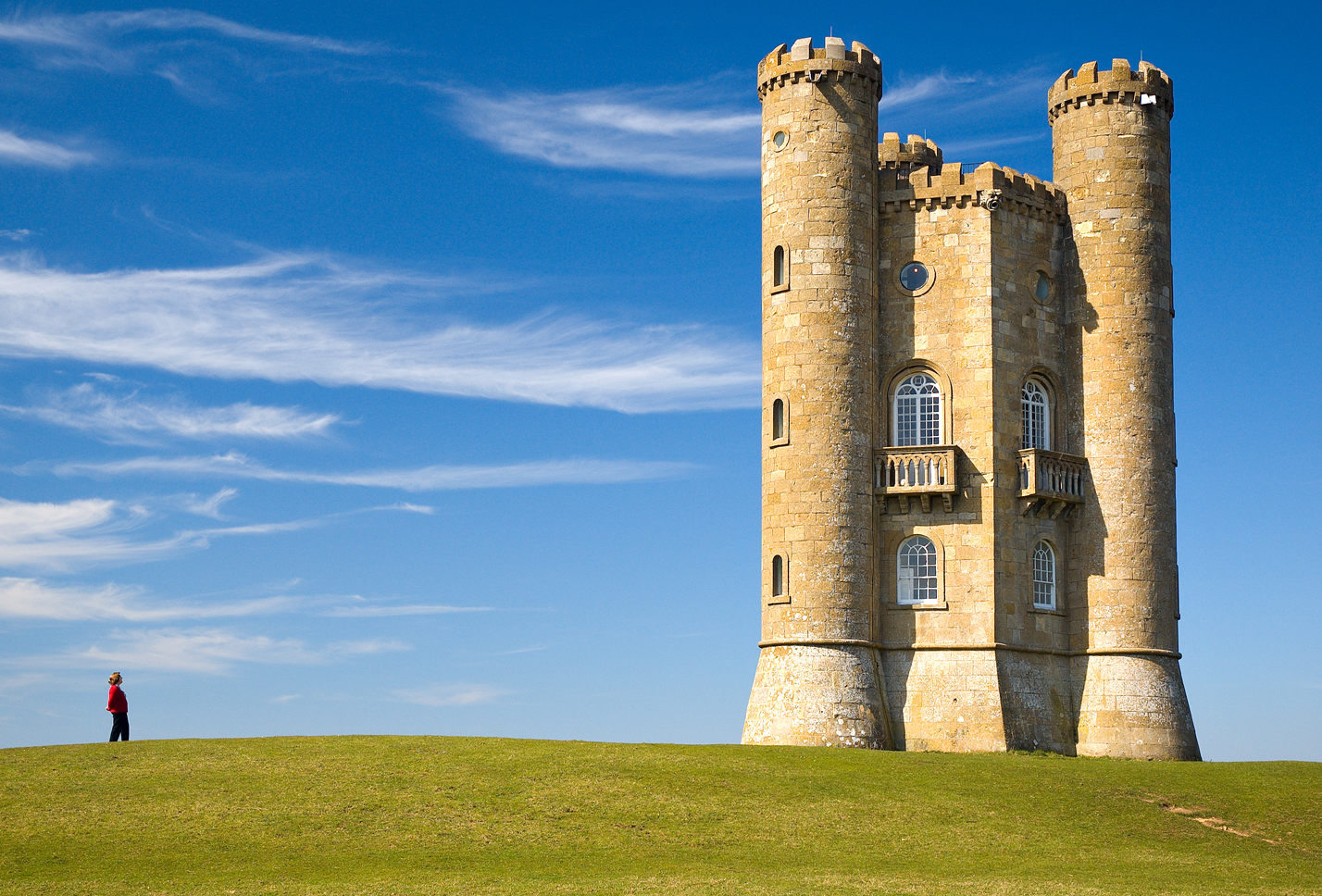
نمایی از برج برادوی

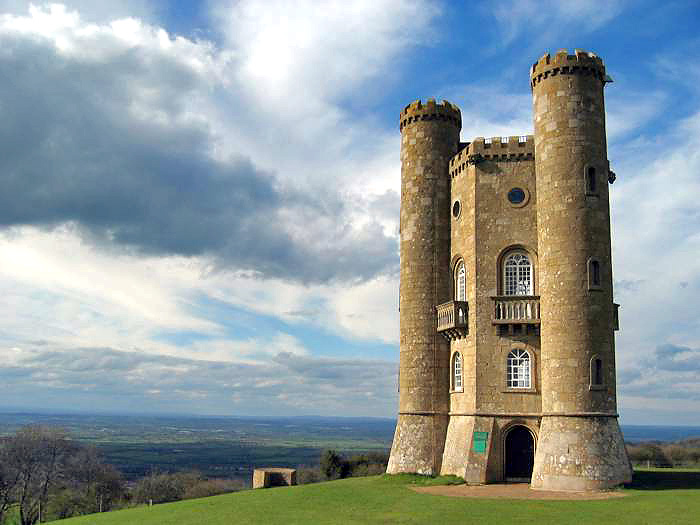
نمایی از اطراف درب ورودی برج

برج برادوی (به انگلیسی: Broadway Tower) سازه‌ای تزئینی است که برفراز تپهٔ برادوی در ۱/۶ کیلومتری جنوب شرق روستای برادوی در شهرستان ووسترشایر کشور انگلستان واقع است. این برج در ارتفاع ۳۱۲ متری از سطح دریا واقع شده و ارتفاع آن ۱۷ متر است. امروزه این بنا از جاذبه‌های گردشگری منطقه به‌شمار می‌آید.
طراحی این برج از لنکلوت برون، طراح بزرگ قرن هجدهم میلادی است. طرح او توسط گورگ کاونتری، ششمین کنت کاونتری و با کمک معمار مشهور جیمز وات در سال ۱۷۹۸ تکمیل شد.
محل برج هوشمندانه انتخاب شده‌است و چشم‌انداز بسیار زیبائی بر مسیر جادهٔ تجاری پیش از قرون‌وسطی و تپه چراغ‌دریایی دارد. وات، برج ساکسون خود را با ترکیبی غیرعادی از عناصر معماری همچون برج و باروها، مناره و آب‌پران طراحی کرد.
درطول قرن‌ها، این برج الهام بخش افراد بسیاری بوده‌است. از این برج در طراحی چاپ‌خانهٔ سر توماس فیلیپس، یکی از بزرگترین گردآورندگان کتب نسخ خطی در طول تاریخ، الهام گرفته‌اند.
اعضای جنبش هنر و صنایع دستی از برج برادوی جهت استراحت تعطیلات استفاده می‌کردند. ویلیام موریس، دانته گابریل روزتی و ادوارد بورن-جونز از جمله اعضاء انجمن برادری پیشارافائلی و بازدیدکنندگان دائمی این برج بودند.
درواقع، این برادوی و برج تاریخی‌اش بود که مبارزات انتخابی موریس جهت حفظ آثار تاریخی را برانگیخت.
به دلیل موقعیت منحصر به‌فرد این نقطه، سازمان دیده‌بان سلطنتی جهت رهگیری مسیر حمله هواپیماهای دشمن بر روی انگلستان در طول جنگ جهانی دوم در قرن بیستم استفاده می‌کرد و سپس به گزارش حملات هسته‌ای، پناهگاه هسته‌ای در طول جنگ سرد ساخته شد.

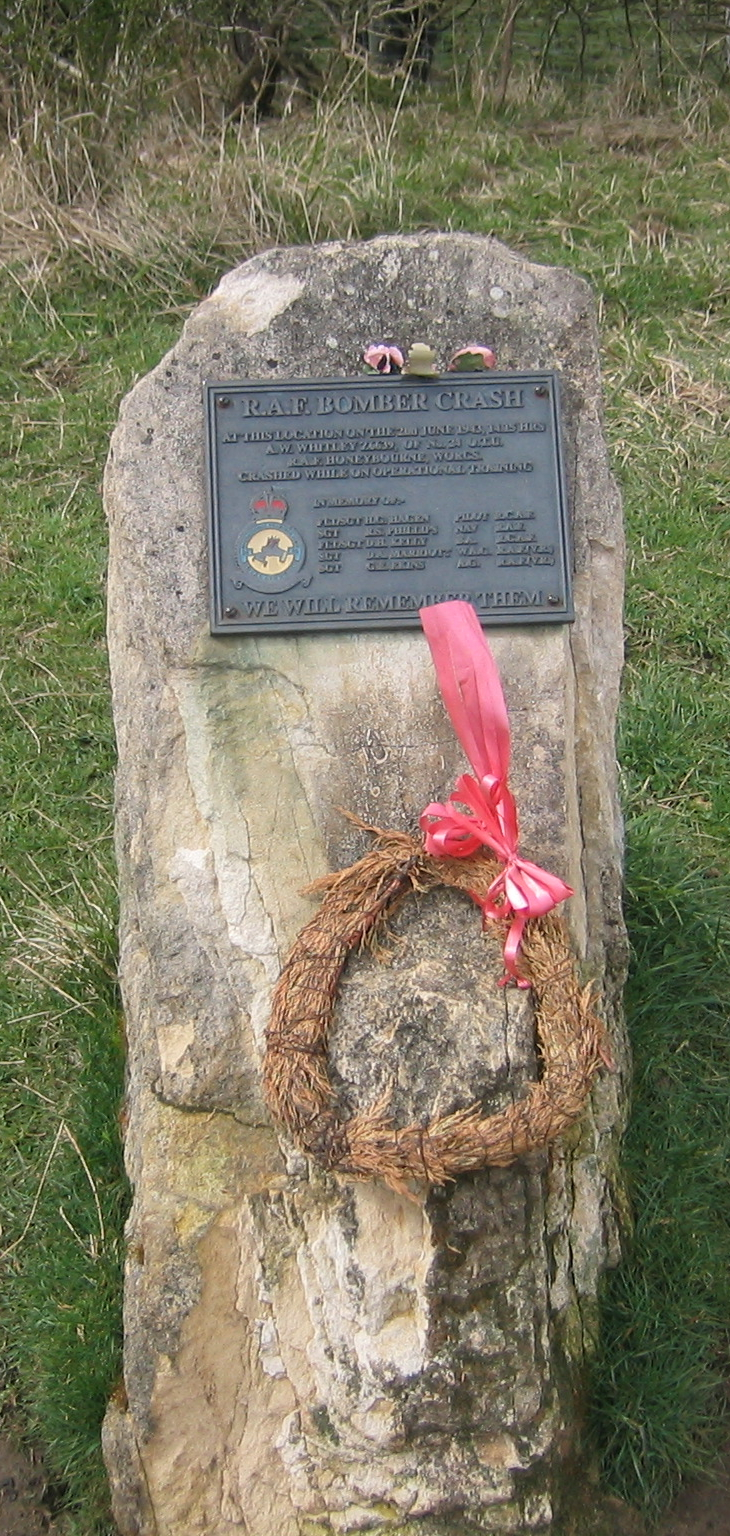
یادبود بمب‌افکن جنگ‌جهانی دوم.